# Gwiazdozbiór Lunety
Luneta (łac. Telescopium, dop. Telescopii, skrót Tel) – mało wyraźny gwiazdozbiór nieba południowego, leżący między Strzelcem a Koroną Południową. Oznaczony w 1752 r. przez francuskiego astronoma, kartografa i duchownego Nicolasa Louisa de Lacaille, pierwotnie jako Tubus Teleskopu. Tak jak większość gwiazdozbiorów wyodrębnionych przez astronoma, Luneta jest słaba, trudna do wypatrzenia, i zawiera niewiele obiektów interesujących astronomów amatorów. Jest to 57. co do wielkości konstelacja na niebie. Początkowo konstelacja rozciągała się dalej na północ, obejmując część gwiazd Korony Południowej, Strzelca, Skorpiona i Wężownika. Później astronomowie zmniejszyli jej rozmiary, pozbawiając Lunetę końca tubusu i podtrzymującego ją masztu. W Skorpionie wyobrażano sobie część tubusu lunety oraz jej montaż, a obecnie gwiazda 45 Ophiuchi (wcześniej Theta Telescopii) wyznaczała obiektyw lunety. Liczba gwiazd dostrzegalnych nieuzbrojonym okiem: około 30. W Polsce niewidoczny.

## Pochodzenie nazwy
Ponieważ jest to konstelacja nieba południowego, nie miała nazwy do XVIII wieku, kiedy rozpoczęło się odkrywanie półkuli południowej. Dobrze dobrano nazwę tego gwiazdozbioru, pochodzącą od greckiego słowa tēle-skópos ('widzenie daleko'). Obserwator musi rzeczywiście się wysilić, by rozróżnić niewyraźne gwiazdy i maleńkie odległe galaktyki. Starożytni astronomowie mogli zobaczyć z obszarów nowożytnej Europy tuż nad horyzontem małą, niemal pustą przestrzeń zajmowaną przez Lunetę. Wyobraża stosowany od początku XVII w. podstawowy instrument do obserwacji i pomiarów astronomicznych, któremu Lacaille wiele zawdzięczał prowadząc w latach 1750–1752 koło Kapsztadu obserwacje nieba południowego. Jak wiele z jego konstelacji Luneta reprezentuje instrument naukowy, ale trudno powiązać jej trzy najjaśniejsze gwiazdy z lunetą, nawet biorąc pod uwagę liczne gwiazdy szóstej wielkości. Inna wersja – gwiazdozbiór przedstawia jeden z powietrznych teleskopów używanych w obserwatorium przy wieży Marly pod Paryżem. Były to refraktory o bardzo długich ogniskowych zwisające na linach z wielkich masztów. W dawnych atlasach gwiazdozbiór był przedstawiany jako teleskop Giovanniego Cassiniego.

## Gwiazdy Lunety
W gwiazdozbiorze znajduje się siedem gwiazd jaśniejszych niż 5m. Głównymi gwiazdami są gwiazdy czwartej wielkości Alfa i Zeta oraz gwiazda piątej wielkości Epsilon. Tworzą one mały, niemal prostokątny trójkąt na południe od Skorpiona, który celuje w niego jasną linią gwiazd ogona: Lambdą, Kappą i Jotą Skorpiona.
- Najjaśniejsza to Alfa Telescopii (α Tel), która wcześniej należała do gwiazdozbioru Korony Południowej, opisanej przez Ptolemeusza już w II wieku naszej ery. Gwiazda jest podolbrzymem typu B, odległym od nas o 278 lat świetlnych[4]. Gwiazda o masie sześć razy większej od masy Słońca jest niemal tysiąc razy jaśniejsza od naszej gwiazdy. Jej widmo pokazuje, że jak na gwiazdę tej klasy widmowej zawiera niezwykle mało helu[1].
- Druga co do jasności Zeta Telescopii (ζ Tel) jest olbrzymem typu G odległym od Słońca o 127 lat świetlnych.
- Trzecią co do jasności jest Epsilon Telescopii (ε Tel), układ podwójny, w którym jaśniejszy składnik ma jasność 4,52m. Drugi składnik ma jasność 13m i jest oddalony od niej o 21 sekund łuku[4].
- Delta (δ) Telescopii to para niezwiązanych gwiazd piątej wielkości, leżących w odległości 800 i 1100 lat świetlnych. Widoczna przez lornetkę lub nieuzbrojonym okiem.
- Na południowym końcu Lunety, w pobliżu Alfy Pawia znajduje się ładna gwiazda podwójna Dunlop 227. Już 10-centymetrowy teleskop pokaże kontrastujące pomarańczowy i biały kolor składających się na nią gwiazd szóstej wielkości, które są dość daleko rozdzielone na tle innych bladych gwiazd[1].
- W odległości 127 lat świetlnych położona jest Zeta Telescopii (ζ Tel), żółty olbrzym, czwartej wielkości gwiazdowej[3].
- Znaną gwiazdą zmienną w tej konstelacji jest RR Telescopii. To tak zwana nowa symbiotyczna, układ podwójny, w którym materia „wylewa” się z czerwonego olbrzyma na powierzchnię białego karła. Co kilkadziesiąt lat materii zbiera się na tyle dużo, aby przekroczyć temperaturę krytyczną i wywołać wybuchową reakcję termojądrową. Ponieważ masa karła jest mniejsza od limitu Chandrasekhara, sytuacja się powtarza. Gwiazda w latach 1944–1949 pojaśniała do 6m – nazwano ją wówczas Nova Telescopium 1948 – po czym stopniowo jej jasność zmniejszała się i w połowie 2013 roku wynosiła zaledwie 12m[4].
- Widoczny gołym okiem układ QV Telescopii, według badań opublikowanych w 2020 roku, może zawierać najbliższą Słońcu gwiazdową czarną dziurę[6].

## Interesujący obiekty
Luneta nie jest bogata w interesujące obiekty do obserwacji jak na konstelację znajdującą się niedaleko płaszczyzny Drogi Mlecznej. W jej obrębie nie ma żadnych obiektów z katalogu Messiera.
- Zdecydowanie najciekawsza jest widziana z odległości około 43 000 lat świetlnych gromada kulista NGC 6584. W otoczeniu wielu bladych rozproszonych gwiazd 20-centymetrowy teleskop zaczyna pokazywać pewne gwiazdy gromady, która niewiele zagęszcza się ku centrum[5].
- Aby zobaczyć galaktykę eliptyczną NGC 6868, należy użyć teleskopu. Obecność pyłu w centralnych obszarach tej galaktyki sugeruje, że całkiem niedawno zderzyła się z sąsiadującą z nią galaktyką spiralną, w praktyce kanibalizując ją. W 15-centymetrowym teleskopie widać jej małe, ale łatwo zauważalne okrągłe halo i wyraźne pojaśnienie w kierunku środka[1]. NGC 6868 odkrył John Herschel w lipcu 1834 roku[4].